# Onoara
× Onoara, (abreviado Onra ) en el comercio, es un híbrido intergenérico entre los géneros de orquídeas Ascocentrum x Renanthera x Vanda x Vandopsis. Fue publicado en Orchid Rev. 85(1006) cppo: 10 (1977).